# Cholmok
Cholmok (ukrajinsky Холмок, česky také Homok, maďarsky Kincseshomok nebo Homok) je obec v okrese Užhorod, v Zakarpatské oblasti na západě Ukrajiny. Nachází se v Zakarpatské nížině, asi 6 kilometrů jižně od města Užhorod na železniční trati do Čopu. Asi třetina obyvatel mluví maďarsky. V roce 2025 žilo v obci 6893 obyvatel, z toho v Cholmoku 1179 obyvatel.

## Místní části
- Cholmok
- Koncovo
- Mynaj
- Rozivka[3]

## Cholmocká venkovská územní komunita (hromada)
Dne 12. června 2020 se Cholmok spolu s 9 okolními vesnicemi stal centrem nově založené venkovské územní komunity (ukrajinsky Холмківська сільська громада),  do které patří kromě Cholmoku též:
| Název             | Název      | Název                  | Název     |
| přepis do latinky | ukrajinsky | česky a slovensky      | maďarsky  |
| ----------------- | ---------- | ---------------------- | --------- |
| Botfalva          | Ботфалва   | Botfalva               | Botfalva  |
| Kinčeš            | Кінчеш     | Kinčeš                 | Kincses   |
| Koncovo           | Концово    | Koncovo, také Koncháza | Koncháza  |
| Korytňany         | Коритняни  | Korytňany              | Kereknye  |
| Mynaj             | Минай      | Minaj                  | Minaj     |
| Rozivka           | Розівка    | Ketergeň               | Ketergény |
| Šyšlivci          | Шишлівці   | Šišlovce               | Sislóc    |
| Storožnycja       | Сторожниця | dříve Jovra            | Őrdarma   |
| Tarnivci          | Тарнівці   | Tarnovce               | Ungtarnóc |

V roce 2025 žilo v této komunitě 14 362 obyvatel.

## Historie
Místo bylo poprvé písemně zmíněno v roce 1358 jako Homuk. Do uzavření Trianonské smlouvy byla obec součástí Uherska, poté součástí Československa. Od roku 1938 byla obec (v důsledku první vídeňské arbitráže) součástí Maďarského království. Od roku 1945 byla součástí Ukrajinské sovětské socialistické republiky, která byla součástí SSSR. Od roku 1991 je součástí nezávislé Ukrajiny.